# Маринофф, Фаня
Фаня Маринов (англ. Fania Marinoff; 20 марта 1890, Одесса, Российская империя — 17 ноября 1971, Энглвуд, Нью-Джерси) — американская актриса театра и кино.

## Биография
Родилась в еврейской семье, младшая из 13 детей Меера (Мориса) Маринова и Леи Туркенич. Ребёнком потеряла мать, переехала со старшим братом в США. С 12 лет играла в передвижном театре. В 1914 году вышла замуж за Карла ван Вехтена, с которым прожила в дружном браке 50 лет. Сохранилась их обширная переписка. Дружила с Гертрудой Стайн.

## Творчество
Играла в немом кино в 1914—1917 годах, с успехом выступала на Бродвее, в том числе — в пьесах классического репертуара (Шекспир, Ибсен, Шоу). Играла в драме Ведекинда Пробуждение весны (спектакль после первого же представления был запрещен полицией). В 1937 году оставила сцену.